# Argonauta nodosus
Argonauta nodosus (nomeada, em inglês, nodose paper nautilus, tuberculated argonaut, knobby argonaut ou knobbed argonaut; em alemão, Warziges Papierboot; em português, argonauta) é uma espécie de molusco cefalópode marinho e pelágico pertencente à família Argonautidae da ordem Octopoda (que compreende os polvos), classificada por John Lightfoot, em 1786, na sua obra A Catalogue of the Portland Museum, lately the property of the Dutchess Dowager of Portland, deceased; which will be sold by auction by Mr. Skinner & Co., inicialmente denominada Argonauta nodosa (a localidade de coleta do seu tipo nomenclatural sendo o Cabo da Boa Esperança, província do Cabo Ocidental, na África do Sul); pertencendo ao gênero Argonauta; o descritor específico nodosa inválido por inconcordância de gênero com Argonauta.

## Descrição
Com sua concha, um invólucro de ovos exclusivo da fêmea, um pouco mais espessa que a de Argonauta argo, espécie encontrada no Mediterrâneo, Argonauta nodosus é também lateralmente comprimida, atingindo os 25-30 cm de diâmetro; mas é mais arredondada, mais inflada e possui quilha dupla mais larga e com uma fileira de tubérculos baixos e arredondados, que se irradiam lateralmente, dando à superfície da concha um aspecto nodoso (que possui nós ou saliências); a parte inicial de sua quilha sendo castanho escura, assim como os seus nódulos. O macho é bem menor, tendo menos de 3 cm de comprimento, não possui concha, é arredondado e tem olhos grandes. O terceiro tentáculo esquerdo é muito mais longo e altamente modificado, usado na fecundação.

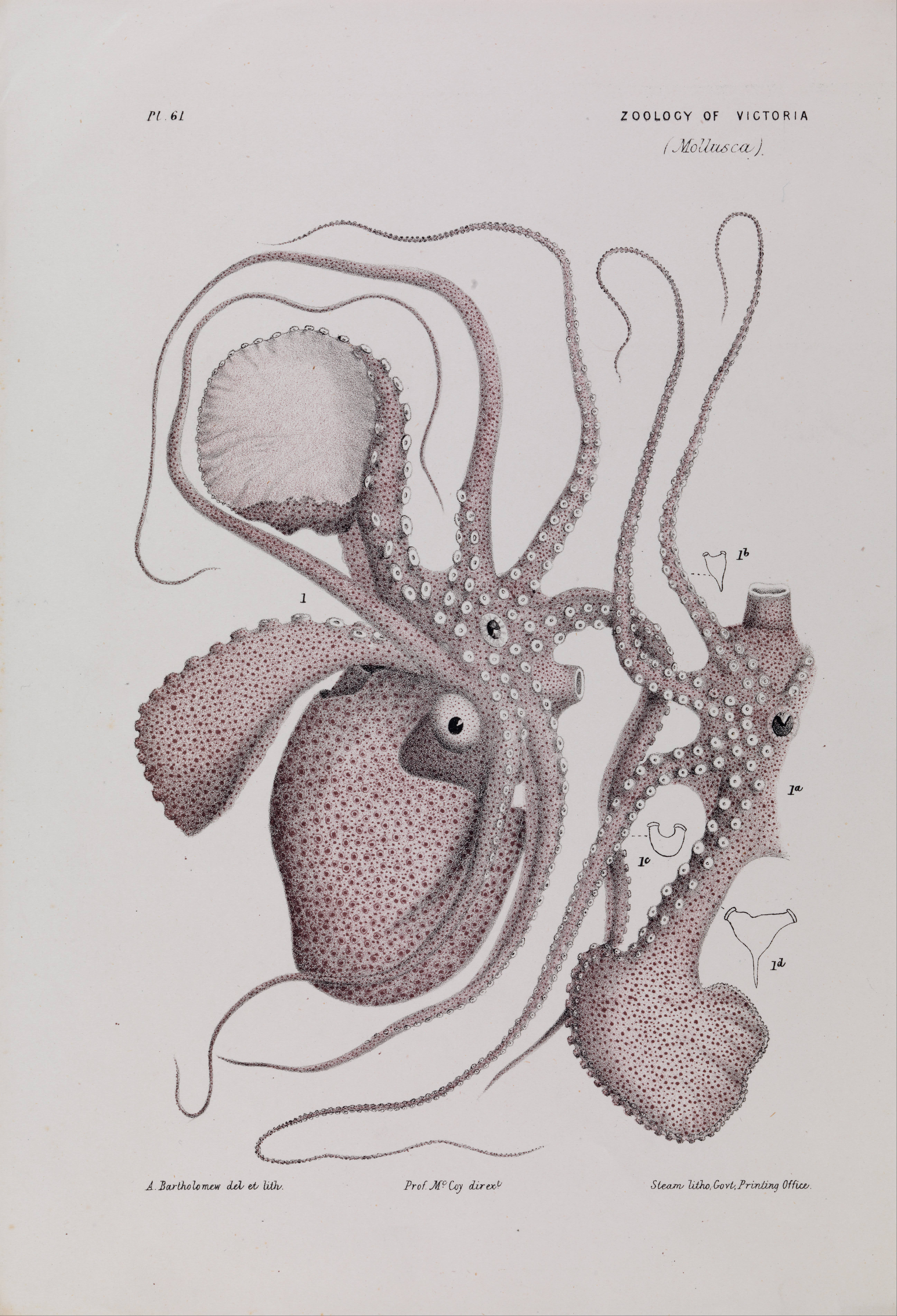
Litografia da fêmea do molusco A. nodosus sem a sua concha invólucro de ovos e com seus tentáculos modificados para a construção das conchas.
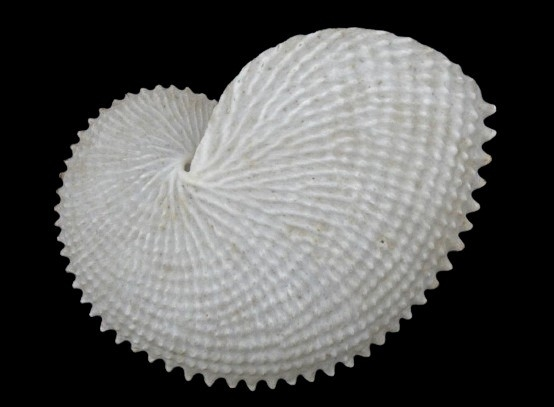
A concha invólucro de ovos de uma fêmea de A. nodosus. Fotografia de um espécime do Museu de História Natural de Leida, Países Baixos.

## Distribuição geográfica
Argonauta nodosus está distribuído cosmopolitamente em mares oceânicos frescos, de clima temperado, e é localmente comum no Indo-Pacífico, sul do oceano Pacífico, Nova Zelândia e África do Sul, sudeste e leste da Austrália. Na costa americana do Atlântico ela é avistada no Uruguai e no Rio Grande do Sul, região sul do Brasil, até o Amapá, por quase todo o litoral do Brasil. Por causa dessa distribuição meridional também é nomeado, em inglês, southern argonaut.